# Frank Yerby
Frank Garby Yerby (Augusta, 5 de septiembre de 1916 - Madrid, 29 de noviembre de 1991), escritor norteamericano que destacó sobre todo en la novela histórica, se transformó en el primer afrodescendiente en aparecer en la lista de más vendidos y en adaptar uno de sus libros para el cine.

## Biografía
Hijo de Rufus Garvin Yerby, estadounidense afrodescendiente y Wilhemenia Ethel (nacida Smythe) Yerby, escocesa, la mezcla de razas lo llevó a tener problemas con el Ku Klux Klan desde temprana edad. Se graduó en el instituto Haines (un colegio de segregación racial) y luego en Paine College, ambos de Augusta. Luego fue a la universidad en Tennessee, en donde obtendría su maestría en 1938 y posteriormente a Chicago en donde comenzó su doctorado. El 1 de marzo de 1941, contrajo matrimonio en Nueva Orleans con Flora Helen Claire Williams, con quien tuvo 4 hijos: Jacques, Nikki, Faune and Jan Yerby.
Su carrera literaria comenzó con la publicación de su primer relato en la revista Harper's Magazine llamado Health card, que obtuvo el Premio O'Henry Memorial, en 1944. En 1946, publica el que sería el primero de sus éxitos Mientras la ciudad duerme (Foxes of Harrow), el que lo catapultaría a la fama, convirtiéndose en el primer Best seller publicado por un afrodescendiente. José Manuel Lara, propietario de la editorial Planeta, afirma que Mientras la ciudad duerme fue el primer gran éxito de su firma editora, incluso antes de que se llamara Planeta, y que este título, del que se llevan vendidos decenas de miles de ejemplares en España, le ayudó a su despegue definitivo como empresario.
En la década de los 1952, debido a la discriminación racial se radica en Europa, primero en Niza, Francia, y tres años después se instala definitivamente en España, de donde era oriunda su segunda esposa, Blanca Calle Pérez, tía de Ramiro Calle. Sin embargo, fue criticado por no luchar por los derechos de los negros y centrar su obra en protagonistas blancos. En la década de los 60 comenzaría a modificar esta conducta, con libros como El camino de los Griffin y El honor de los Garfield. En Negros son los dioses de mi África (1971) abordaría otra vez el tema, centrándose en la esclavitud de africanos en América.
Frank Yerby falleció el 29 de noviembre de 1991 en Madrid, producto de una insuficiencia cardíaca, a la edad de 75 años.

## Obras
- 1946 Mientras la ciudad duerme (Foxes of Harrow)
- 1947 Pasiones humanas (The Vixens)
- 1948 El halcón dorado (The Golden Hawk)
- 1949 Promesa rota (Pride's Castle)
- 1950 El cielo está muy alto (Floodtide)
- 1951 Una mujer llamada Fantasía (A woman called Fancy)
- 1952 La hoja Sarracena (The saracen blade)
- 1953 La risa del Diablo (The Devil's Laughter)
- 1954 La novia de la libertad (Bride of Liberty)
- 1954 Benton's Row
- 1955 El tesoro del valle feliz (The Treasure of Pleasant Valley)
- 1955 El capitán rebelde (Captain Rebel)
- 1957 Fair Oaks
- 1958 The Serpent and The Staff
- 1959 La verde mansión de los Jarrett (Jarrett's jade)
- 1960 Gillian (Gillian)
- 1961 El honor de los Garfield (The Garfield Honor)
- 1962 El camino de los Griffin (Griffin's Way)
- 1964 La risa de los viejos dioses (The Old Gods Laugh)
- 1965 Olor de Santidad (An Odor of Sanctity. A Novel of Medieval Moorish Spain)
- 1967 La canción de la cabra (Goat Song)
- 1968 Judas, My Brother
- 1969 Mayo fue el fin del mundo (Speak Now)
- 1971 Negros son los dioses de mi África (The Dahomean, después llamado The man from Dahomey)
- 1972 The Girl From Storeyville
- 1974 Viaje sin planear (The Voyage Unplanned)
- 1975 Tobías y el ángel (Tobias and the Angel)
- 1976 Una rosa para Ana María (A Rose for Ana Maria)
- 1977 Embajador en el infierno verde (Hail the Conquering Hero)
- 1979 Mis dioses han muerto en Missisipi (A Darkness at Ingraham's Crest)
- 1982 Western: A Saga of the Great Plains
- 1984 La semilla del diablo (Devilseed)
- 1985 McKenzie's Hundred

## Filmografía
- 1947, Débil es la carne. Título original: The Foxes of Harrow, basada en la novela homónima (en español Mientras la ciudad duerme), fue dirigida por John M. Stahl y tuvo como protagonistas a Rex Harrison, Maureen O'Hara y Richard Haydn.
- 1952, El halcón dorado. Título original: The Golden Hawk, basada en la novela homónima (en español El halcón dorado), dirigida por Sidney Salkow. Tuvo como protagonistas a Rhonda Fleming, Sterling Hayden y Helena Carter.

## Premios
- 1944 Premio O'Henry Memorial, por Health card (publicado en Harper's Magazine)